# 乙酸烯丙酯
乙酸烯丙酯，又称醋酸烯丙酯，是一种有机化合物，分子式为C3H5OC(O)CH3。这种无色液体是有用的工业中间体烯丙醇的先驱体。

## 制备
在工业中，乙酸烯丙酯可由丙烯与乙酸在钯的催化下进行气相反应得到：
C3H6 + CH3COOH + ½ O2 → CH2=CHCH2OCOCH3 + H2O
这一方法的好处很多，因为丙烯的价格便宜，而且很“绿色”。烯丙醇最初主要由烯丙基氯制备，但由於乙酸烯丙酯水解路线可以避免生成氯气，因此得到越来越多的应用。
乙酸乙烯酯可用类似的方法制备，用乙烯代替丙烯。这类反应都是乙酰氧基化反应的例子，因此钯中心在O2的存在下被重新氧化。乙酰氧基化的反应机理遵循类似的合成路线，均是丙烯在钯上形成π-烯丙基。

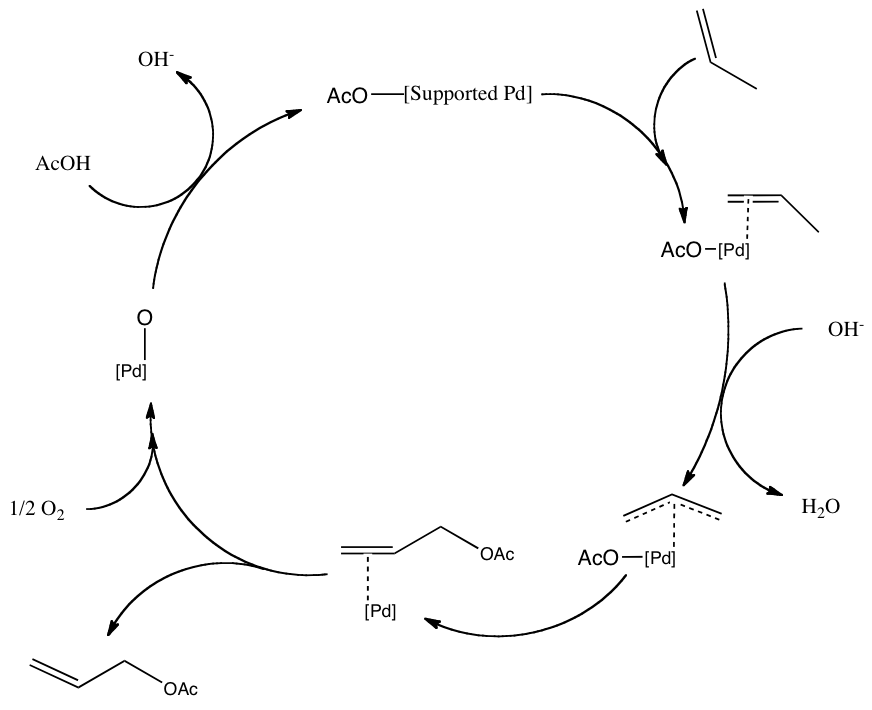
乙酸乙烯酯的催化循环

## 反应及应用
乙酸乙烯酯可以被氢化为烯丙醇：
CH2=CHCH2OCOCH3 + H2O → CH2=CHCH2OH + CH3COOH
烯丙醇是一些特定聚合物的前体，主要是干性油的前体，也是合成丙三醇的前体。烯丙醇可由过氧化氢环氧化生成缩水甘油，缩水甘油水解後会生成丙三醇。  
CH2=CHCH2OH + HOOH → CH2OCHCH2OH + H2O
CH2OCHCH2OH + H2O → C3H5(OH)3
合成的丙三醇多用於化妆品和化妆用具，而脂肪水解得到的丙三醇用於食品中。

### 取代反应
乙酸烯丙酯中乙酸基的取代反应可使用氯化氢，生成烯丙基氯；在铜催化的条件下，可使用氰化氢，生成烯丙基氰。
CH2=CHCH2OCOCH3 + HCl → CH2=CHCH2Cl + CH3COOH
CH2=CHCH2OCOCH3 + HCN → CH2=CHCH2CN + CH3COOH
烯丙基氯通常直接将丙烯氯化来制备。